# Gerald Rawlinson
Gerald Rawlinson (1904 – 1975) foi um ator britânico, que atuou nos filmes mudos entre 1928 e 1938

## Filmografia selecionada
- The Hellcat (1928)
- Life's a Stage (1928)
- The Rising Generation (1928)
- Young Woodley (1928)
- You Made Me Love You (1933)
- Easy Money (1934)
- Say It with Diamonds (1935)
- When the Devil Was Well (1937)
- His Lordship Regrets (1938)